# استان اوریانا
استان اوریانا (به اسپانیایی: Provincia de Orellana) یکی از استان‌های اکوادور است. استان اوریانا ۲۱٬۶۹۲٫۱۰ کیلومتر مربع مساحت و ۱۳۶٬۳۹۶ نفر جمعیت دارد.